# Formeller Sektor
Als formeller Sektor wird der Teil einer Volkswirtschaft bezeichnet, der im Gegensatz zur informellen Wirtschaft durch formalisierte Beschäftigungsverhältnisse geprägt ist, also statistisch (im Bruttoinlandsprodukt) und steuermäßig erfasst wird und in den Geldkreislauf eingebunden ist.